# Juste toi et moi
Singles de Indochine
Mes Regrets / 3e sexe (Live) Stef II
Pistes de Dancetaria
Dancetaria Manisfesto (Les divisions de la joie)
Juste toi et moi est une chanson d'Indochine parue sur l'album Dancetaria en 1999.

## Classements par pays
| Pays     | Meilleure position |
| -------- | ------------------ |
| France   | 86                 |
| Belgique | 37                 |
| Suisse   | -                  |
| Suède    | -                  |